# Erickson Carvalho
Erickson Carvalho é um autor, escritor e ativista angolano.

## Biografia
Erickson Divaldo Luís Ribeiro De Carvalho (Eriie), nasceu em Luanda, Angola em 23 de outubro de 1995.
Em 2009 foi um dos finalistas concorrente das Olimpíadas de Matemática realizada pelo Colégio Esperança Internacional e a Direcção Provincial da Educação em Luanda. Trabalhou na área da saúde pública como educador para prevenção de infecções de transmissão sexual para populações chave no Projeto Linkages em Luanda, Angola.
Em fevereiro de 2017 foi um dos quatro concorrentes selecionados para o programa SUSI com jovens estudantes líderes da África Austral, um programa académico sob o lema Engajamento Cívico que aborda questões sobre democracia, ativismo de cidadania e cívico. Financiado pelo Departamento de Estado Americano, o programa incluiu quatro semanas de estudos em regime de internato e uma semana de estudo de diferentes partes dos EUA como Washington DC, Seattle e New Orleans.
Em novembro de 2017 Erickson foi capa da campanha semanal Faces of FIUTS, onde é destacada a sua origem, história de contribuição na sua comunidade e como tenciona mudar o mundo, que segundo Erickson seria através da escrita.

## Livro
Em outubro de 2019, lançou o livro Equilíbrio, sua primeira obra publicada de ficção, conta a história de Luzala uma rapariga que sofreu abusos sociais e é acompanhada por Amon, considerado o Deus do Sol no Egito antigo.
Erickson divulgou seu livro no talk show "Bem-vindos", programa televisivo de maior audiência da RTP África, na companhia do apresentador e ator Silvio Nascimento. Erickson foi convidado a falar sobre a sua trajetória de vida em atividades cívicas ligadas a saúde pública e criticas sociais tal como o processo criativo e lançamento de seu descrito como surpreendente livro Equilíbrio, contribuindo para a cultura literária de países lusófonos.

### Sinopse
"No meio de todo o pensamento que envolve o ser humano, nos deparamos com a necessidade de conhecer Luzala, uma rapariga que enfrenta abusos sociais até chegar a beira do abismo da sua própria vida, onde o que a rodeava a afetava e influenciava na forma como respondia a tudo enquanto  se esquecia da humanidade."